# Bethel (Minnesota)
Bethel é uma cidade localizada no estado americano de Minnesota, no Condado de Anoka.

## Demografia
Segundo o censo americano de 2000, a sua população era de 443 habitantes. 
Em 2006, foi estimada uma população de 519, um aumento de 76 (17.2%).

## Geografia
De acordo com o United States Census Bureau tem uma área de 
2,3 km², dos quais 2,2 km² cobertos por terra e 0,1 km² cobertos por água.

## Localidades na vizinhança
O diagrama seguinte representa as localidades num raio de 20 km ao redor de Bethel. 